# Кара-Франс, Кай
Кай Кара-Франс (англ. Kai Kara-France; род. 26 марта 1993) — новозеландский боец смешанного стиля, представитель легчайшей и наилегчайшей весовых категорий. Выступает на профессиональном уровне с 2010 года, известен по участию в турнирах таких бойцовских организаций как UFC, AFC, Kunlun Fight, Rizin FF, Glory of Heroes и др. Участник 24 сезона бойцовского реалити-шоу The Ultimate Fighter. Занимает 6 строчку официального рейтинга UFC в наилегчайшем весе.

## Биография
Кай Кара-Франс родился 26 марта 1993 года.
Тренировался в Окленде в зале City Kickboxing вместе с такими известными бойцами как Исраэль Адесанья, Дэн Хукер, Шейн Янг.

### Начало профессиональной карьеры
Дебютировал в смешанных единоборствах на профессиональном уровне в ноябре 2010 года, выиграв у своего соперника техническим нокаутом в первом же раунде. Дрался в различных небольших промоушенах преимущественно на территории Азии и Океании, был претендентом на титул чемпиона Australian Fighting Championship в легчайшей весовой категории, кроме того, отметился выступлениями на турнирах таких престижных организаций как Kunlun Fight, Rizin FF, Glory of Heroes.

### The Ultimate Fighter
В 2016 году Кара-Франс попал в число участников 24 сезона популярного бойцовского реалити-шоу The Ultimate Fighter, где представлял команду Генри Сехудо. Своего первого соперника Терренса Митчелла нокаутировал за 30 секунд, но затем на стадии четвертьфиналов решением судей проиграл Александри Пантожа и выбыл из борьбы за лидерство.

### Ultimate Fighting Championship
Имея в послужном списке 17 побед и 7 поражений, в 2018 году Кай Кара-Франс подписал долгосрочный контракт с крупнейшей бойцовской организацией мира Ultimate Fighting Championship, при этом для выступлений в UFC спустился в наилегчайший вес. Дебютировал в октагоне в декабре, выиграв единогласным решением у Элиаса Гарсии. Оба бойца удостоились бонуса за лучший бой вечера.
В 2019 году по очкам взял верх над Раулианом Пайвой и Марком де ла Росой, что позволило ему подняться до шестой строки в рейтинге наилегчайшего веса UFC. Также планировался бой против Серхио Петтиса, но тот не стал продлевать контракт с организацией, и его заменил Брэндон Морено.

## Статистика в профессиональном ММА
| Боёв 38         | Побед 25 | Поражений 12 |
| --------------- | -------- | ------------ |
| Нокаутом        | 12       | 3            |
| Сдачей          | 3        | 4            |
| Решением        | 10       | 5            |
| Не состоявшихся | 1        | 1            |

| Результат    | Рекорд    | Соперник            | Способ                                | Турнир                                      | Дата             | Раунд | Время | Место                     | Примечание                                                                        |
| ------------ | --------- | ------------------- | ------------------------------------- | ------------------------------------------- | ---------------- | ----- | ----- | ------------------------- | --------------------------------------------------------------------------------- |
| Поражение    | 25-12 (1) | Алешандри Пантожа   | Сдача (удушение сзади)                | UFC 317                                     | 29 июня 2025     | 3     | 1:55  | Лас Вегас, Невада, США    | Бой за титул чемпиона UFC в наилегчайшем весе.                                    |
| Победа       | 25-11 (1) | Стив Эрцег          | TKO (удары)                           | UFC 305                                     | 17 августа 2024  | 1     | 4:04  | Перт, Австралия           | Выступление вечера (3)                                                            |
| Поражение    | 24-11 (1) | Амир Альбази        | Раздельное решение                    | UFC Fight Night: Кара-Франс vs. Альбази     | 3 июня 2023      | 5     | 5:00  | Лас-Вегас, Невада, США    |                                                                                   |
| Поражение    | 24-10 (1) | Брэндон Морено      | TKO (удар ногой в корпус и добивание) | UFC 277                                     | 30 июля 2022     | 3     | 4:34  | Даллас, Техас, США        | Бой за титул временного чемпиона UFC в наилегчайшем весе. «Лучший бой вечера» (3) |
| Победа       | 24-9 (1)  | Аскар Аскаров       | Единогласное решение                  | UFC on ESPN: Блейдс vs. Докас               | 26 марта 2022    | 3     | 5:00  | Колумбус, США             |                                                                                   |
| Победа       | 23-9 (1)  | Коди Гарбрандт      | KO (удары)                            | UFC 269                                     | 11 декабря 2021  | 1     | 3:21  | Лас-Вегас, Невада, США    | Выступление вечера (2).                                                           |
| Победа       | 22-9 (1)  | Рожериу Бонторин    | KO (удары руками)                     | UFC 259                                     | 6 марта 2021     | 1     | 4:55  | Лас-Вегас, США            | Выступление вечера (1).                                                           |
| Поражение    | 21-9 (1)  | Брэндон Ройвал      | Сдача (гильотина)                     | UFC 253                                     | 27 сентября 2020 | 2     | 0:48  | Абу-Даби, ОАЭ             | Лучший бой вечера (2).                                                            |
| Победа       | 21-8 (1)  | Тайсон Нэм          | Единогласное решение                  | UFC Fight Night: Felder vs. Hooker          | 23 февраля 2020  | 3     | 5:00  | Окленд, Новая Зеландия    |                                                                                   |
| Поражение    | 20-8 (1)  | Брэндон Морено      | Единогласное решение                  | UFC 245                                     | 14 декабря 2019  | 3     | 5:00  | Лас-Вегас, США            |                                                                                   |
| Победа       | 20-7 (1)  | Марк де ла Роса     | Единогласное решение                  | UFC Fight Night: Andrade vs. Zhang          | 31 августа 2019  | 3     | 5:00  | Шэньчжэнь, Китай          |                                                                                   |
| Победа       | 19-7 (1)  | Раулиан Пайва       | Раздельное решение                    | UFC 234                                     | 10 февраля 2019  | 3     | 5:00  | Мельбурн, Австралия       |                                                                                   |
| Победа       | 18-7 (1)  | Элиас Гарсия        | Единогласное решение                  | UFC Fight Night: dos Santos vs. Tuivasa     | 2 декабря 2018   | 3     | 5:00  | Аделаида, Австралия       | "Вернулся в наилегчайший вес". Бой вечера (1).                                    |
| Победа       | 17-7 (1)  | Сяоюй Ши            | Сдача (удушение сзади)                | Glory of Heroes: New Zealand vs. China      | 4 марта 2018     | 1     | N/A   | Окленд, Новая Зеландия    |                                                                                   |
| Победа       | 16-7 (1)  | Хуоксибай Чухэйфу   | Единогласное решение                  | W.A.R.S. 19                                 | 11 ноября 2017   | 3     | 5:00  | Чжэнчжоу, Китай           |                                                                                   |
| Победа       | 15-7 (1)  | Киленг Аори         | Единогласное решение                  | W.A.R.S. 14                                 | 20 мая 2017      | 3     | 5:00  | Чжэнчжоу, Китай           | Бой в промежуточном весе 58,5 кг.                                                 |
| Победа       | 14-7 (1)  | Зе Ву               | TKO                                   | W.A.R.S. 13                                 | 22 апреля 2017   | 1     | 2:01  | Чжэнчжоу, Китай           |                                                                                   |
| Победа       | 13-7 (1)  | Родолфу Маркис      | KO (удар рукой)                       | Hex Fight Series 8                          | 31 марта 2017    | 3     | 2:59  | Мельбурн, Австралия       | Вернулся в легчайший вес.                                                         |
| Поражение    | 12-7 (1)  | Тацумицу Вада       | Единогласное решение                  | Rizin World Grand Prix 2016: 2nd Round      | 29 декабря 2016  | 3     | 5:00  | Сайтама, Япония           |                                                                                   |
| Победа       | 12-6 (1)  | Крисанто Питпитунге | TKO (удары руками)                    | Pacific Xtreme Combat 52                    | 18 марта 2016    | 3     | 0:00  | Манджилао, Гуам           |                                                                                   |
| Победа       | 11-6 (1)  | Джош Дуэнас         | TKO (удары руками)                    | Pacific Xtreme Combat 50                    | 4 декабря 2015   | 1     | 0:22  | Манджилао, Гуам           |                                                                                   |
| Победа       | 10-6 (1)  | Шантарам Махарадж   | TKO (удары руками)                    | Bragging Rights 7                           | 27 сентября 2015 | 1     | 1:33  | Перт, Австралия           | Выиграл титул чемпиона KOZ в наилегчайшем весе.                                   |
| Победа       | 9-6 (1)   | Диндо Каманса       | TKO (удары руками)                    | Malaysian Invasion: Mixed Martial A’rr      | 1 июня 2015      | 1     | 0:12  | Андаманское море, Таиланд | Дебют в наилегчайшем весе.                                                        |
| Победа       | 8-6 (1)   | Ик Хван Ян          | TKO (удары руками)                    | PRO Fighting 10                             | 9 мая 2015       | 1     | 0:08  | Тайбэй, Тайвань           |                                                                                   |
| Поражение    | 7-6 (1)   | Джумай Айденг       | Единогласное решение                  | Kunlun Fight 18                             | 18 января 2015   | 3     | 5:00  | Нанкин, Китай             |                                                                                   |
| Поражение    | 7-5 (1)   | Марк Штригль        | Сдача (удушение сзади)                | Malaysian Invasion 2: Grand Finals          | 17 мая 2014      | 1     | 2:10  | Куала-Лумпур, Малайзия    |                                                                                   |
| Поражение    | 7-4 (1)   | Густаво Фальчироли  | Сдача (удушение брабо)                | AFC 9                                       | 17 мая 2014      | 1     | 4:55  | Мельбурн, Австралия       | Бой за титул чемпиона AFC в легчайшем весе.                                       |
| Победа       | 7-3 (1)   | Теинь У             | Единогласное решение                  | Kunlun Fight 1                              | 25 января 2014   | 3     | 5:00  | Паттайя, Таиланд          |                                                                                   |
| Не состоялся | 6-3 (1)   | Густаво Фальчироли  | No Contest                            | AFC 7                                       | 14 декабря 2013  | 2     | 3:20  | Мельбурн, Австралия       |                                                                                   |
| Победа       | 6-3       | Теинь У             | Сдача (гильотина)                     | Bandung Fighting Club                       | 23 октября 2013  | 1     | 1:54  | Манила, Филиппины         |                                                                                   |
| Победа       | 5-3       | Йуди Кахиади        | Единогласное решение                  | Bandung Fighting Club                       | 29 сентября 2013 | 3     | 5:00  | Бандунг, Индонезия        |                                                                                   |
| Победа       | 4-3       | Ким Хо Чжун         | KO (ногой в голову)                   | PRO Fighting 8                              | 4 августа 2013   | 1     | 3:44  | Тайбэй, Тайвань           |                                                                                   |
| Поражение    | 3-3       | Данаа Батгерел      | Единогласное решение                  | Legend Fighting Championship 11             | 27 апреля 2013   | 3     | 5:00  | Куала-Лумпур, Малайзия    |                                                                                   |
| Победа       | 3-2       | Кейлеб Лалли        | Единогласное решение                  | Rage in the Cage: MMA Fighting Championship | 13 октября 2012  | 3     | 5:00  | Тауранга, Новая Зеландия  |                                                                                   |
| Победа       | 2-2       | Сэм Чан             | Сдача (гильотина)                     | Legend Fighting Championship 10             | 24 августа 2012  | 1     | 3:21  | Гонконг, Китай            |                                                                                   |
| Поражение    | 1-2       | Агустин Делармино   | KO (удары руками)                     | Legend Fighting Championship 8              | 30 марта 2012    | 3     | 0:29  | Гонконг, Китай            |                                                                                   |
| Поражение    | 1-1       | Чед Джордж          | KO (удары руками)                     | The Cage 2: USA vs. New Zealand             | 2 декабря 2011   | 1     | 2:04  | Факатане, Новая Зеландия  |                                                                                   |
| Победа       | 1-0       | Рэй Кайтиана        | TKO (удары руками)                    | Supremacy Cage Fighting 7                   | 27 ноября 2010   | 1     | 0:00  | Окленд, Новая Зеландия    | Bantamweight debut.                                                               |
| Источники:   |           |                     |                                       |                                             |                  |       |       |                           |                                                                                   |